# 松田隆文
松田 隆文（まつだ たかふみ、1951年12月18日 - ）は、元競輪選手。日本競輪選手会大分支部に所属していた。

## 経歴
日出高校を経て日本大学へ進学。日大在籍時代の1972年、ミュンヘンオリンピックの1kmタイムトライアルに出場し20位。同大学卒業後の1974年、日本競輪学校第35期生として入学。
同校第35期生といえば、中野浩一が同期にあたるが、在校時代、中野はどうしても松田の壁を超えることができなかった。在校競走成績第1位並びに卒業記念レースの優勝は、いずれも松田であり、中野はそれぞれ2位に甘んじた。
デビュー戦は1975年5月3日、門司競輪場で迎え1着。またこの開催の完全優勝を果たした。しかし当時、B級で10連勝すればA級に昇進できるという特別進級（特進）制度が設けられていたが、中野がデビュー戦から連勝記録を樹立してあっさりとA級昇進を果たしたのに対し、松田はすぐには特進できず、この時点で中野との差が開きはじめた。
1976年の新人王戦では、中野との全勝対決となり、中野を終始マークしながらも流れ込むのが精一杯の2着。また翌1977年の新人王戦でも予選を連勝して決勝へと進出したが、菅田順和に敗れ2着に終わった。その後は1982年頃まで特別競輪（現在のGI）に常時参加していたが、主だった戦績は挙げられなかった。2003年7月3日選手登録削除。通算勝利数187。

## エピソード
- 学生時代はチューリップ時代のパチンコの大の愛好者で、スター選手の松田がパチンコ屋に頻繁に姿を現すのを他の体育会の学生に突っ込まれるとニヤリと笑って『これも競技と同じ、集中力の問題だ。』と返すのを常としていた。